# ホップ分岐

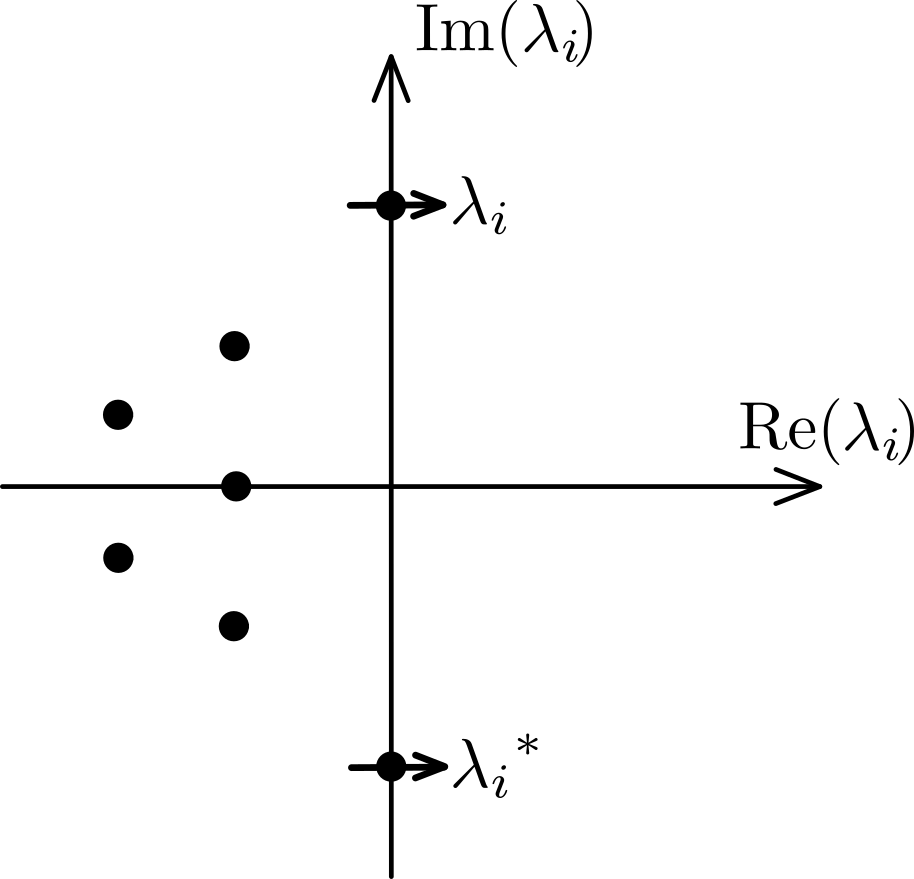

力学系においてホップ分岐（ホップぶんき、英: Hopf bifurcation）とは、系の安定性の変化により周期解が生じる分岐の一種である。
より正確には、線形近似に対する複素共役な二つの固有値が複素平面の虚軸を横切る際に、ある力学系の固定点が安定性を失う局所的な分岐のことをいう。
ある程度一般的な力学系に対しては、固定点から小さい振幅のリミットサイクルが分岐する。
アンリ・ポアンカレ、アレクサンドル・アンドロノフおよびエバーハルト・ホップの名にちなみ、ポアンカレ・アンドロノフ・ホップ分岐と呼ばれることもある。

## 概要

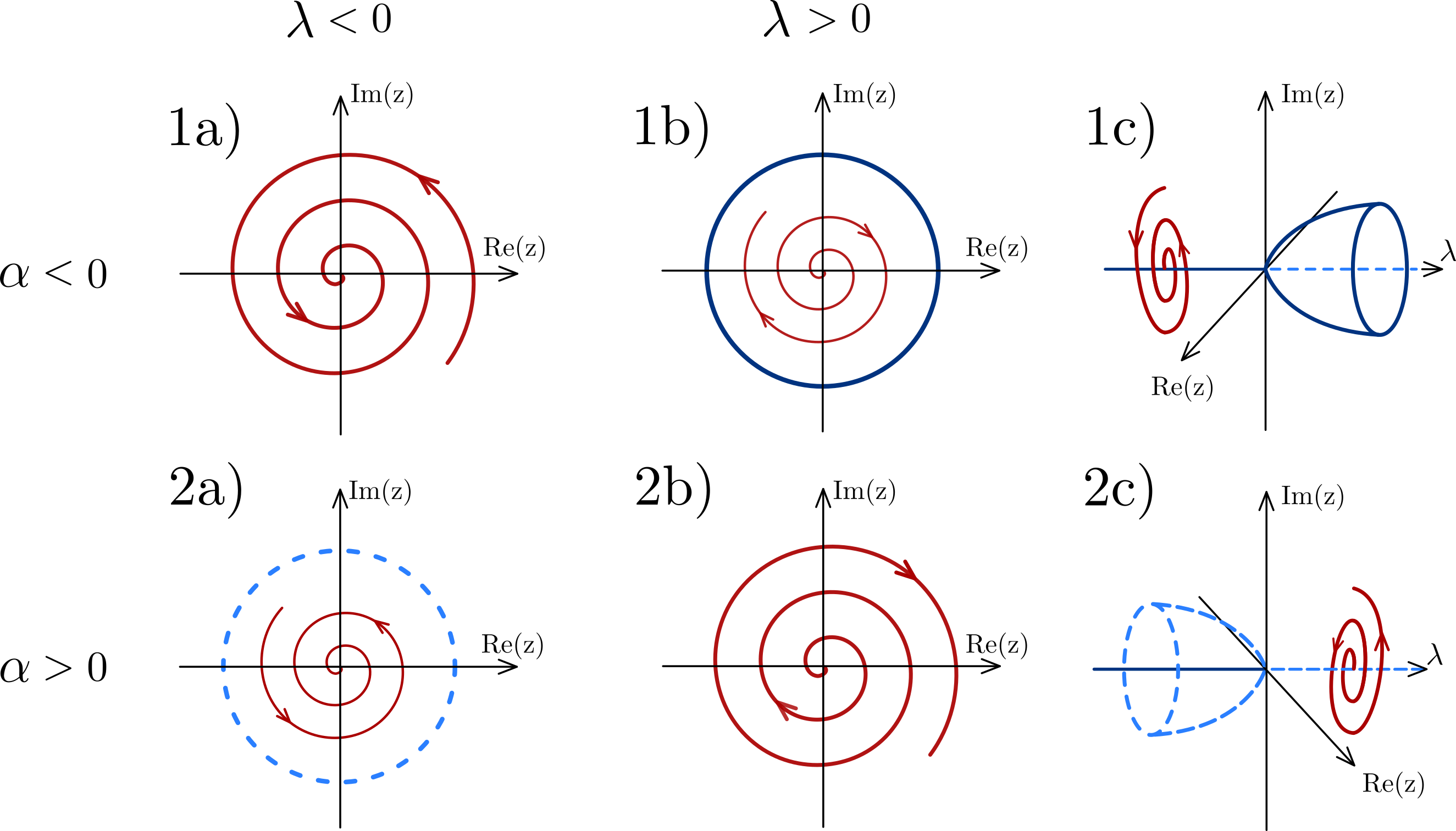

### 超臨界ホップ分岐と亜臨界ホップ分岐
ホップ分岐も、ピッチフォーク分岐と同様に、超臨界と亜臨界の二種類がある。リミットサイクルは、第一リアプノフ係数（the first Lyapunov coefficient）と呼ばれる値が負ならば軌道安定であり、このとき分岐は超臨界である。第一リアプノフ係数が負でないならば、リミットサイクルは不安定であり、分岐は亜臨界である。
ホップ分岐の正準系は、
{\displaystyle {\frac {dz}{dt}}=z((\lambda +i)+b|z|^{2}),}
である。ここで、z , b は複素数 、{\displaystyle \lambda } はパラメーターである。b を、
{\displaystyle b=\alpha +i\beta .\,}
と表すとき、{\displaystyle \alpha } を第一リアプノフ係数と呼ぶ。
- {\displaystyle \alpha } が負ならば、λ > 0 に対する次の安定なリミットサイクルが存在する：

{\displaystyle z(t)=re^{i\omega t}\,}
ここで
{\displaystyle r={\sqrt {-\lambda /\alpha }}{\text{ and }}\omega =1+\beta r^{2}\,}
である。このときの分岐は超臨界と呼ばれる。
- {\displaystyle \alpha } が正ならば、λ < 0 に対するある不安定なリミットサイクルが存在する。このときの分岐は亜臨界と呼ばれる。

ホップ分岐は、ベロウソフ・ジャボチンスキー反応などで起こる。